# Associazione Calcio Treviso 1986-1987
Questa voce raccoglie le informazioni riguardanti l'Associazione Calcio Treviso nelle competizioni ufficiali della stagione 1986-1987.

## Stagione
Nell'estate 1986 avviene un fatto che potrebbe cambiare la storia del Treviso: la società viene ceduta a Massimo Zanetti, ricco patron della Segafredo Zanetti, e l'obiettivo annunciato è quello del ritorno in Serie C1; la presidenza è però affidata a Marco Negromanti-Tini, mentre il direttore generale è Sandro Vianello; l'allenatore è sempre Ivan Romanzini.
La campagna acquisti è di quelle importanti: il diesse Domenico Zambianchi cede Pierobon al Conegliano, Meneghetti al Padova, Morucci al Torino, Di Carlo alla Ternana, Moneta alla Pievigina, Berto allo Jesolo e Manzin alla Pro Vercelli.
Vengono acquistati il portiere Baccari dal Giorgione, i difensori Castioni dal Trento, Ramponi dalla Centese e Renna dal Forlì, i centrocampisti Aimo dall'Ospitaletto e Schincaglia dal Vicenza, e gli attaccanti Buffone dal Messina e Cardillo dalla Lodigiani.
Il Treviso parte col freno a mano tirato, e nelle prime 4 partite totalizza solo tre pareggi; nelle successive otto invece c'è un'inversione di tendenza, con 4 vittorie e 4 pareggi, ma si tratta solo di un fuoco di paglia, visto che l'andamento della squadra è altalenante e i biancocelesti chiudono al settimo posto, distanti ben 8 punti dal Pavia, secondo in classifica e promosso in Serie C1.
La formazione base è: Baccari; Casagrande (Ramponi), Castioni; Mantovani, Marcato, Renna; Zanatta, Aimo, Buffone, Schincaglia, Piovanelli (Cardillo).
Il capocannoniere è Buffone, che in 29 partite realizza 9 gol.

## Risultati

### Campionato

#### Girone di andata
| 21 settembre 1986 1ª giornata | Treviso | 1 – 1 | Chievo |  |

| 28 settembre 1986 2ª giornata | Sassuolo | 2 – 0 | Treviso |  |

| 5 ottobre 1986 3ª giornata | Treviso | 1 – 1 | Vogherese |  |

| 12 ottobre 1986 4ª giornata | Venezia | 1 – 1 | Treviso |  |

| 19 ottobre 1986 5ª giornata | Treviso | 2 – 1 | Oltrepò |  |

| 26 ottobre 1986 6ª giornata | Treviso | 1 – 0 | Giorgione |  |

| 2 novembre 1986 7ª giornata | Varese | 0 – 2 | Treviso |  |

| 9 novembre 1986 8ª giornata | Treviso | 1 – 1 | Mestre |  |

| 16 novembre 1986 9ª giornata | Pievigina | 1 – 1 | Treviso |  |

| 23 novembre 1986 10ª giornata | Treviso | 0 – 0 | Pergocrema |  |

| 30 novembre 1986 11ª giornata | Orceana | 1 – 2 | Treviso |  |

| 7 dicembre 1986 12ª giornata | Treviso | 0 – 0 | Pavia |  |

| 14 dicembre 1986 13ª giornata | Suzzara | 1 – 0 | Treviso |  |

| 21 dicembre 1986 14ª giornata | Treviso | 2 – 0 | Montebelluna |  |

| 4 gennaio 1987 15ª giornata | Ospitaletto | 3 – 1 | Treviso |  |

| 11 gennaio 1987 16ª giornata | Treviso | 1 – 0 | Pro Patria |  |

| 18 gennaio 1986 17ª giornata | Pordenone | 1 – 1 | Treviso |  |

#### Girone di ritorno
| 25 gennaio 1987 18ª giornata | Chievo | 0 – 0 | Treviso |  |

| 1º febbraio 1987 19ª giornata | Treviso | 2 – 0 | Sassuolo |  |

| 8 febbraio 1987 20ª giornata | Vogherese | 1 – 1 | Treviso |  |

| 15 febbraio 1987 21ª giornata | Treviso | 0 – 0 | Venezia |  |

| 22 febbraio 1987 22ª giornata | Oltrepò | 1 – 1 | Treviso |  |

| 1º marzo 1987 23ª giornata | Giorgione | 1 – 0 | Treviso |  |

| 8 marzo 1987 24ª giornata | Treviso | 3 – 1 | Varese |  |

| 15 marzo 1987 25ª giornata | Mestre | 2 – 1 | Treviso |  |

| 29 marzo 1987 26ª giornata | Treviso | 1 – 1 | Pievigina |  |

| 5 aprile 1987 27ª giornata | Pergocrema | 2 – 2 | Treviso |  |

| 18 aprile 1987 28ª giornata | Treviso | 1 – 1 | Orceana |  |

| 26 aprile 1987 29ª giornata | Pavia | 1 – 1 | Treviso |  |

| 3 maggio 1987 30ª giornata | Treviso | 3 – 2 | Suzzara |  |

| 17 maggio 1987 31ª giornata | Montebelluna | 2 – 0 | Treviso |  |

| 24 maggio 1987 32ª giornata | Treviso | 1 – 1 | Ospitaletto |  |

| 31 maggio 1987 33ª giornata | Pro Patria | 3 – 2 | Treviso |  |

| 7 giugno 1987 34ª giornata | Treviso | 1 – 0 | Pordenone |  |

## Statistiche

### Statistiche di squadra
| Competizione         | Punti | In casa | In casa | In casa | In casa | In casa | In casa | In trasferta | In trasferta | In trasferta | In trasferta | In trasferta | In trasferta | Totale | Totale | Totale | Totale | Totale | Totale | DR |
| Competizione         | Punti | G       | V       | N       | P       | Gf      | Gs      | G            | V            | N            | P            | Gf           | Gs           | G      | V      | N      | P      | Gf     | Gs     | DR |
| -------------------- | ----- | ------- | ------- | ------- | ------- | ------- | ------- | ------------ | ------------ | ------------ | ------------ | ------------ | ------------ | ------ | ------ | ------ | ------ | ------ | ------ | -- |
| Serie C2             | 37    | ?       | ?       | ?       | ?       | ?       | ?       | ?            | ?            | ?            | ?            | ?            | ?            | 34     | 10     | 17     | 7      | 37     | 33     | +4 |
| Coppa Italia Serie C |       | ?       | ?       | ?       | ?       | ?       | ?       | ?            | ?            | ?            | ?            | ?            | ?            | ?      | ?      | ?      | ?      | ?      | ?      |    |
| Totale               |       | ?       | ?       | ?       | ?       | ?       | ?       | ?            | ?            | ?            | ?            | ?            | ?            | ?      | ?      | ?      | ?      | ?      | ?      |    |